# Machikoppa, Koppa
Machikoppa là một làng thuộc tehsil Koppa, huyện Chikmagalur, bang Karnataka, Ấn Độ.